# John Timoney
John F. Timoney (Dublim, 1948 – 17 de agosto de 2016) foi um executivo de aplicação da lei que serviu como Chefe do Departamento de Polícia de Miami (de 2003 a 2010). Anteriormente, ele foi comissário do Departamento de Polícia de Filadélfia (de 1998 a 2002) e também realizou uma variedade de posições com o Departamento de Polícia de Nova Iorque (de 1967 a 1996), incluindo o seu Chefe de Departamento (jurado cargo superior / uniformizado) e Primeiro Vice Comissário (segunda posição). Ele atualmente trabalha no Ministério do Interior do Bahrein como consultor da polícia. Timoney atraiu a atenção internacional na sua manipulação de protestos em massa, com elogios e controvérsia.